# Журавель Оксана Михайлівна
Оксана Михайлівна Жураве́ль (дошлюбне прізвище — Надє́ждіна; нар. 18 липня 1971, Кіровоград) — українська художниця і педагог; член Національної спілки художників України з 2000 року. Лауреатка Кіровоградської обласної премії у сфері образотворчого мистецтва та мистецтвознавства імені Олександра Осмьоркіна в номінації «новітні спрямування» за 2012 рік. Дочка художника Михайла Надєждіна, сестра художника Андрія Надєждіна, дружина художника Сергія Журавля.

## Біографія
Народилася 18 липня 1971 року в місті Кіровограді (нині Кропивницький, Україна). 1995 року закінчила Дніпропетровське художнє училище, де навчалася у Олени Годенко-Наконечної, Анатолія Дубовика, Андрія Зубенка. З 1995 року працювала викладачем Кіровоградської дитячої художньої школи. Мешкала у Кіровограді в будинку на проспекті Правди, № 6, корпус № 1, квартира № 35.
2003 року закінчила факультет теорії та історії мистецтва Національноїу академії образотворчого мистецтва і архітектури, де навчалася у Віктора Джулая, Ольги Лагутенко, Михайла Криволапова. З 2008 року викладає клас образотворчого мистецтва у Таращанськійї дитячійї музичній школі.

## Творчість
Працює у галузі станкового живопису. Серед робіт:
- серія «Мої музеї» (1996—2008):
  - «Маскування перед дзеркалом» (1998, полотно, мішана техніка);
  - «Пісня» (1998, полотно, мішана техніка);
- «Земля» (1997)[1];
- «Композиція» (1998, картон, олія)[3];
- «Паперові сюжети» (1999, картон, мішана техніка)[3];
- «Тарахкатація» (2000)[1];
- «Рух» (2002)[1].

Бере участь у всеукраїнських мистецьких виставках з 1997 року. Учасниця Всеукраїнського триєнале живопису у 1998, 2001 роках, Міжнародної художньої виставки «Сучасне мистецтво України» у Москві. Персональні виставки відбулися у Кіровограді у 2002, 2005, 2008 роках; спільні у Черкасах у 1999 році, Києві у 2005, 2007, 2013 роках, Кіровограді у 2006 році, Таращі у 2009 році.  Лауреатка І Міжнародного триєнале живопису «В краю сірих перлин» в рамках Всеукраїнського проєкту-конкурсу Національної спілки художників України «ART-NOVA» (Кременчук, 2021).
Деякі твори художниці зберігаються у Кіровоградському художньому музеї, Художньо-меморіальному музеї Олександра Осмьоркіна в Кропивницькому, приватних збірках в Україні та за кордоном.